# Jesta (Arteijo)
Jesta o Xesta (llamada oficialmente A Xesta) es una aldea española situada en la parroquia de Armentón, del municipio de Arteijo, en la provincia de La Coruña, Galicia.

## Demografía
| Gráfica de evolución demográfica de Jesta entre 2000 y 2018 |
|                                                             |
| Datos según el nomenclátor publicado por el INE.            |